# Ignacio Corsini
Ignacio Corsini (Andrea Corsini, * 3. Februar 1893 in Agira; † 26. Juli 1967) war ein argentinischer Sänger, Komponist, Textdichter und Schauspieler italienischer Herkunft.

## Leben und Wirken
Corsini kam 1896 mit seiner Mutter nach Argentinien und wuchs dort in Almagro und Carlos Tejedor auf. Der Zirkuskünstler José Pacheco, dessen Tochter Victoria er 1911 heiratete, brachte ihn 1907 mit dem Theater in Kontakt, und Anfang der 1910er Jahre war er bereits als Sänger und Schauspieler der Kompanien von José Podestá und José Arraigada bekannt, so dass er beim Label Victor 1912 einige Walzer, kreolische Lieder, Estilos und Habaneras aufnehmen konnte. Ab 1917 trat er in mehreren Filmen auf, zuletzt 1941 in Fortín alto mit Agustín Irusta und Edmundo Rivero.
Als Tangosänger wurde er 1922 bekannt, als er in dem Sainete El Bailarín del Cabaret auftrat und den Tango Patotero sentimental von Manuel Jovés und Manuel Romero sang. Ein weiterer Erfolg wurde Caminito von Juan de Dios Filiberto und Gabino Coria Peñaloza, ein Tango, den er 1927 am Teatro Cómico sang. Bekannt wurde er als El Caballero Cantor vor allem mit Estilos wie Tradición gaucha (von Enrique Maroni), Juan de los Santos Arena (von Julián de Charras) und A mi palomita (von José María Aguilar) und eine Reihe von Titeln, die Enrique Maciel nach Texten von Héctor Pedro Blomberg komponierte (La pulpera de Santa Lucía, La canción de Amalia, La mazorquera de Montserrat, China de la Mazorca, La guitarrera de San Nicolás, Los jazmines de San Ignacio).
Nach seinem letzten Auftritt in der Show Argentinidad bei Radio Belgrano geriet Corsini weitgehend ein Vergessenheit. Erst 1961 wurde er nochmals zu dem Programm Volver a vivir des Fernsehsenders Canal 7 eingeladen.

## Filmografie
- 1917: Santos Vega
- 1917: ¡Federación o Muerte!
- 1922: Milonguita
- um 1930: Mosaico Criollo
- 1932: Rapsodia Gaucha
- 1934: Ídolos de la Radio
- 1941: Fortín Alto